# 꾸뻬 씨의 행복 여행
《꾸뻬 씨의 행복 여행》(프랑스어: Le Voyage d'Hector ou la Recherche du bonheur)은 프랑수아 를로르의 소설이다.
2002년 프랑스의 작가 프랑수아 를로르가 쓴 썼고 2010년 영어로 번역되었다. 200만 본 이상이 판매되었다.
영화로도 각색되어 2014년 8월 15일 개봉하였다.

## 참고 자료
- 프랑수아 를로르; 오유란(옮김); 발레리 해밀(그림) (2004년 7월 28일). 《꾸뻬 씨의 행복 여행》. ISBN 978-89-955014-4-3.
- Francis, Lelord (2004년 2월). 《Voyage d'Hector ou la recherche du bonheur》. Odile Jacob. ISBN 9782738113979.